# Jeffrey A. Winters
 (janvier 2023).
Pour les articles homonymes, voir Winters.
Jeffrey Alan Winters (Cleveland, 31 mai 1960) est un professeur américain en sciences politiques de l’université Northwestern, spécialisé dans l’étude de l’oligarchie. Il est l’auteur de plusieurs publications sur l’Indonésie et sur l’oligarchie aux États-Unis. Winters a été en 2012 lauréat du prix Luebbert décerné par l’American Political Science Association, dans la catégorie Meilleur livre de politique comparée.

### Ouvrages de Jeffrey Winters
- (en) Power in Motion : Capital Mobility and the Indonesian State, Ithaca & Londres, Cornell University Press, 1996, 264 p. (ISBN 978-0801429255, lire en ligne).
- (en) Reinventing the World Bank (collectif, sous la direction de Jeffrey Winters et Jonathan Pincus), Ithaca & Londres, Cornell University Press, 2002, 280 p. (ISBN 978-0801487927, lire en ligne).
- (en) Oligarchy, Cambridge, Cambridge University Press, 2011, 346 p. (ISBN 978-1107005280).

### Publications sur Jeffrey Winters
- Stéphane Bussard, « Jeffrey Winters: «Nos démocraties libérales ont produit les sociétés les plus inégalitaires» », Le Temps, Genève, Fondation Aventinus,‎ 5 novembre 2019 (ISSN 1423-3967, lire en ligne, consulté le 8 janvier 2023).
- Martin Breaugh, « De l’oligarchie. Considérations préliminaires pour une enquête sur le règne du petit nombre aujourd’hui », Tumultes, Paris, Éditions Kimé, no 45,‎ 2015, p. 163-179 (ISSN 1243-549X, DOI 10.3917/tumu.045.0163, lire en ligne).
- Frédéric Farah et Jérôme Maucourant, Dette et politique (ouvrage collectif, sous la direction de Stavroula Kefallonitis), Besançon, Presses universitaires de Franche-Comté (PUFC) / Institut des sciences et techniques de l'Antiquité (ISTA), 2022, 268 p. (ISBN 978-2-84867-921-1), « Dettes, monnaies et sociétés (sur la défense de la richesse) » (N.B.: Défense de la richesse — en anglais wealth defense — est un concept élaboré par Jeffrey Winters).
- (en) Peter C. Meilaender, « Winters, Oligarchy (book review) », The Medieval Review, Bloomington, Université de l'Indiana,‎ 27 avril 2012 (ISSN 1096-746X, lire en ligne) (recension du livre Oligarchy).
- (en) John P. McCormick, « Critical Dialogue with Jeffrey Winters over Oligarchy and Democracy », Perspectives on Politics, Cambridge, Cambridge University Press, vol. 10, no 1,‎ mars 2012, p. 137-143 (ISSN 1541-0986, lire en ligne) (recension et critique du livre Oligarchy, avec droit de réponse de l’auteur).